# Oscar Moens
Oscar Moens (* 1. April 1973 in ’s-Gravenzande) ist ein ehemaliger niederländischer Fußballtorwart und heutiger Torwarttrainer in der Jugend von Feyenoord Rotterdam.

## Werdegang

### Vereinsspieler
Moens begann seine Torwartkarriere beim MSV ’71 in Maassluis und bei der SVV Schiedam, bevor er zum Nachwuchs von Ajax Amsterdam wechselte. Dort spielte er bis in die U-19. 1992 bekam er seinen ersten Profi-Vertrag bei Excelsior Rotterdam, wo er bis 1995 109 Ligaspiele zwischen den Pfosten bestritt. 1995 wechselte er für ein Jahr zu den Go Ahead Eagles Deventer, bevor er 1996 einen Vertrag bei AZ Alkmaar unterschrieb. In der Saison 2001/02 wurde er an RBC Roosendaal verliehen. Nach Leihende blieb er noch ein weiteres Jahr in Alkmaar, bevor er nach Italien zum CFC Genua wechselte. Nachdem er jedoch in der Saison 2003/04 nicht einmal zum Einsatz gekommen war, wechselte er zurück in die Niederlande zu Willem II Tilburg. 2006 ging er für ein Jahr zum PSV Eindhoven und wurde mit dem Verein auf Niederländischer Meister. Im Supercup um die Johan Cruijff Schaal verlor die Mannschaft 1:0 gegen Ajax Amsterdam. Nach nur zwei Einsätzen und einer Saison wurde der auslaufende Vertrag nicht verlängert. 2008 unterschrieb Moens noch einmal einen Vertrag in Tilburg. Jedoch blieb er ohne Einsatz und verließ 2009 den Verein wieder. 2010 ging er in die Vereinigten Staaten zum Dayton Dutch Lions FC, wo er von April bis August 2010 insgesamt 15 Spiele bestritt. Im Dezember kam er zurück nach Europa und schloss sich Sparta Rotterdam an, wo er die Saison 2010/11 bestritt und im Anschluss seine aktive Karriere beendet.

### Nationalmannschaft
Moens bestritt zwei Spiele für die Niederländische Fußballnationalmannschaft. Bei seinem ersten Einsatz am 13. Oktober 1998 in einem Freundschaftsspiel gegen Ghana, welches 0:0 endete, spielte er noch nicht über 90 Minuten. Lediglich in seinem zweiten Einsatz am 10. November 2001 gegen die Dänische Fußballnationalmannschaft stand er über die gesamte Zeit im Tor der Oranje.

### Trainer
Seit Juli 2014 arbeitet Moens als Torwarttrainer in der Jugend von Feyenoord Rotterdam an der Feyenoord Academy. Zudem nahm Moens 2014 am Rotterdam-Marathon teil.

## Erfolge
- Niederländischer Meister: 2007